# Bitka pri Mohaču (1687)
Druga bitka pri Mohaču (nemško Schlacht bei Mohács, turško Mohaç muharebesi) 12. avgusta 1687 je bila bitka med vojsko osmanskega sultana Mehmeda IV. pod poveljstvom njegovega velikega vezirja Sari Sulejmana Paše in silami cesarja Leopolda I. Habsburškega pod poveljstvom Karla Lorenskega. V bitki je odločilno zmagala cesarjeva vojska. 

## Ozadje
Julija 1683 se je z napadom osmanske vojske na Dunaj začela velika turška vojna. Drugo obleganje Dunaja se je končalo z bitko pri Dunaju 12. septembra. V bitki je prepričljivo zmagala vojska Svetega rimskega cesarstva, nemških dežel  in poljsko-litovske Republike obeh narodov pod poveljstvom poljskega kralja Jana III. Sobieskega. 
V naslednjih nekaj letih je habsburška vojska pod poveljstvom Karla Lorenskega začela izrivati Osmane iz Ogrske, osvojila več trdnjav, med njimi Esztergom, Vác in Pešto. Po bitki pri Budimu je začela oblegati nekdanjo ogrsko prestolnico Budim. Konec leta 1686 so Osmani predlagali sklenitev miru, v čemer so Habsburžani videli njihovo slabost in priložnost za osvojitev cele Ogrske, zato so ponudbo zavrnili.
Aprila 1687 je bilo na Dunaju sklenjeno, da se vojne operacije nadaljujejo. Vojska 40.000 mož pod poveljstvom vojvode Karla Lorenskega se je odpravila na pohod ob Donavi proti Osijeku na reki Dravi. Vojska 20.000 mož pod poveljstvom volilnega  kneza Maksa Emanuela Bavarskega se je pomikala ob reki Tisi prosti Szolnoku in Petrovaradinu. Sredi julija sta se vojski srečali na Donavi in se skupaj obrnili proti Osijeku. 
Osmanska vojska okoli 60.000 mož pod poveljstvom velikega vezirja Sari Sulejmana Paše je obstala ob Dravi v Osijeku, kjer je nameravala braniti 8 km dolg most čez reko, in začela utrjevati svoje položaje. Habsburški vojski je po prihodu do Drave konec julija uspelo vzpostaviti mostišče na južnem bregu reke in je začela izzivati nasprotnika. Osmanska vojska je ostala pasivna in bila zadovoljna z obstreljevanjem nasprotnika. 
Ko je lorenski vojvoda spoznal, da ne bo mogel napasti utrjenega osmanskega tabora, se je po nekaj dneh odločil, da bo zapustil mostišče. Zaradi te odločitve je bil deležen kritik tako podrejenih častnikov kot cesarja Leopolda I. Veliki vezir je v umiku videl znak slabosti in padca morale v habsburški vojski in se odločil, da ji bo sledil. Na začetku avgusta je osmanska vojska potisnila habsburško do Mohača in utrdila svoje položaje. Del vojske se je utrdil v Dardi, za katero nasptotniki niso vedeli. 

## Bitka
12. avgusta zjutraj se je lorenski vojvoda odločil za premik vojske v Siklós, kjer je bil teren za bitko bolj primeren. Zahodno krilo njegove vojske je korakalo na zahod prosti gostemu gozdu, v čemer je Sari Sulejman videl priložnost, na katero je čakal, in s celo vojsko napadel nasprotnikovo levo krilo. Vojski sta se udarili na hribu Nagiharsani, ki je bil zelo strm in poraščen z drevjem. Pehota lorenskega vojvode je vzdržala napad dvakrat večje osmanske vojske  in se organizirala, konjenica generala Enea Silvia Picolominija pa je napadla osmanske spahije.
Veliki vezir je bil presenečen nad nepričakovano trdim odporom. Osmansko topništvo je nadaljevalo z obstreljevanjem nasprotnikovih položajev. Nastalo je zatišje, ki je zadostovalo, da je habsburška vojska zasedla svoje prvotne položaje. 
Karel Lorenski je nameraval braniti svoje položaje, vendar sta ga bavarski volilni knez in badenski mejni grof pregovorila, naj prevzame iniciativo in krene v napad. Ob 3. uri zjutraj je bilo premeščanje vojske končano. Za napad sta se odločila tudi Sari Sulejman Paša in poveljnik janičarjev Mutafa Paša, spahije pa so podprli napad pehote s poskusom obkolitve habsburške vojske. Ludvik Bavarski je napad na  svojo pehoto vzdržal in nato napadel eno od nedokončanih osmanskih utrdb. Osmanski konjeniki jih zaradi strmega terena niso mogli obkoliti in so morali razjahati. Osmanski napad je doživel polom in vojska se je morala umakniti. Osmanska vojska se je zatem pognala v brezglavi beg in doživela katastrofalen poraz. 
V bitki je sodelovalo samo levo krilo habsburške vojske, ker je napad desnega krila ustavil gost gozd. 
Cesarska vojska je v bitki izgubila okoli 600 mož. Izgube osmanske vojske so bile mnogo večje. Izgubila je okoli 10.000 mož in večino topništva in druge opreme. Habsburžani so zaplenili tudi šotor velikega vezirja in 160 zastav. Delež vojnega plena, ki ga je dobil bavarski volilni knez, je bil vreden več kot dva milijona zlatih dukatov.

## Posledice
Po bitki je Osmansko cesarstvo zapadlo v globoko krizo. V vojski je prišlo do nemirov. Poveljnik Sari Sulejman Paša se je ustrašil, da ga bodo ubili lastni vojaki, in pobegnil, najprej v Beograd in nato v Istanbul. Ko so v začetku septembra v Istanbul prispele novice o porazu in uporu v vojski, je bil za poveljnika vojske in velikega vezirja imenovan Abaza Sijavuš Paša. Vojska je še preden je lahko prevzel poveljstvo popolnoma razpadla. Janičarji in spahije so se  začeli pod poveljstvom nižjih častnikov vračati v svoje baze v Istanbulu. Sari Sulejman Paša se je v Istanbulu skril, vendar so ga našli in usmrtili. Sultan Mehmed IV. je za komandanta Bosporja in velikega vezirja regenta imenoval Koprulu Fazıl Mustafa Pašo. Slednji je po posvetu s poveljniki vojske in vodilnimi osmanskimi državniki 8. novembra 1687 Mehmeda IV. odstavil  in za novega sultana imenoval njegovega brata Sulejmana II.
Razpad osmanske armade je Habsburžanom omogočil osvojitev Osijeka, Petrovaradina, Sremskih Karlovcev, Iloka, Valpova, Požege, Palote in Egerja. Pod njihovo oblast je prišla večina Slavonije in Transilvanije. 9. decembra 1687 je bila organizirana skupščina v Pressburgu (sedanja Bratislava, Slovaška), na kateri je bil za prvega dednega ogrskega kralja kronan nadvojvoda Jožef. Potomci habsburškega cesarja so se deklarirali za  maziljene ogrske kralje. Razpad osmanske vojske je omogočil habsburški vojski, da je osvojila Beograd in prodrla globoko na Balkan.